# Lijst van cryptides
Dit is een lijst van cryptiden, dieren waarvan het bestaan slechts wordt verondersteld. 
Voor fabeldieren, zie: Lijst van fabeldieren.

## Lijst van cryptides
| Naam                       | Andere namen | Beschrijving | Locatie                                                                        | Afbeelding |
| -------------------------- | --- | --- | ------------------------------------------------------------------------------ | ---------- |
| Adjule                     | Kelb-el-khela | Een waarschijnlijk nog onbekende hondachtige uit het westelijk deel van de Sahara; waargenomen door de lokale bevolking.                    | Noord-Afrika.                                                                  |            |
| Almas                      | Abnauayu, almasty, albasty, bekk-bok, biabin-guli, golub-yavan, gul-biavan, auli-avan, kaptar, kra-dhun, ksy-giik, ksy-gyik, ochokochi, mirygdy, mulen, voita, wind-man, Zana | Hominoidea of Hominidae. | Azië/Kaukasus.                                                                 |            |
| Altamaha-ha                | Altie | plesiosaurusachtig rivierwezen | Georgia, Verenigde Staten                                                      |            |
| Auli                       | | Zeecryptide die de kust van Agia Napa van Cyprus zou bewonen.                                                                               |                                                                                |            |
| Batutut                    | Ujit, Người rừng | Hominidae. | Vietnam, Laos, en Borneo.                                                      |            |
| Bigfoot                    | Sasquatch, Skookum | Hominidae of Primaat. | Verenigde Staten en Canada.                                                    |            |
| Bloop                      | | Mogelijk een diepzeedier van groot formaat.                                                                                                 | Zuid-Pacifische Oceaan, ten westen van het zuidelijkste deel van Zuid-Amerika. |            |
| Bunyip                     | | Vermeend meer- en grottendier. | Australië                                                                      |            |
| Burrunjor                  | | Mogelijk een Tyrannosauroidea. | Australië                                                                      |            |
| Cadborosaurus willsi       | Caddy, Cadborosaurus | zeedier | Pacifische kust van Noord-Amerika                                              |            |
| Champ                      | Champtanystropheus Amerikansus, Champy | meermonster | Champlainmeer, Noord-Amerika                                                   |            |
| Chupacabra                 | Chupacabras (Spaans: Geitenzuiger) | | Oorspronkelijk Puerto Rico, Zuid- en Centraal-Amerika.                         |            |
| Cressie                    | | Een palingachtig wezen dat 4,5 à 6 meter lang zou zijn                                                                                      | Crescent Lake op het Canadese eiland Newfoundland                              |            |
| De Loys' ape               | Ameranthropoides loysi | Primaat | Nabij de Tarra Rivier, Colombia                                                |            |
| Dingonek                   | Ndamathia (in het Gikuyu), Ol-maima, Ol-umaina (in het Maa/Nilo-Saharaans).                                                                                                   | Een wezen met schubben, een schorpioenachtige staart en walrusslagtanden dat in het oerwoud van West-Afrika zou leven.                      | West-Afrika                                                                    |            |
| Dover demon                | | tweebenig, wellicht buitenaards. | Dover, Massachusetts.                                                          |            |
| Emela-ntouka               | Aseka-moke, Njago-gunda, Ngamba-namae, Chipekwe, Irizima, Kasai-Rex | | Centraal-Afrika                                                                |            |
| Giglioli's walvis          | Amphiptera pacifica | walvis met twee rugvinnen. | De zeeën rond Chili, Schotland, en Frankrijk (in de Middellandse Zee)          |            |
| Globster                   | | ongeïdentificeerde organische massa |                                                                                |            |
| Gremlin                    | | Wezen dat, volgens legenden uit de Tweede Wereldoorlog, vliegtuigen saboteert.                                                              |                                                                                |            |
| Harige paling              | Anguila gigante | Grote monsterlijke paling. | Tenerife.                                                                      |            |
| Hodag                      | The Dag; Nasobatilus | vleesetend zoogdier/reptiel. | Rhinelander (Wisconsin), Verenigde Staten                                      |            |
| Jersey Devil               | Leeds Devil | Gevleugeld tweebenig paard. | Verenigde staten, vooral in New Jersey en zuid-oost Pennsylvania               |            |
| Kappa                      | Gatarō, Kawako | tweebenig wezen, levend nabij water. | Japan                                                                          |            |
| Kongamato                  | | Pterosauriër/vogel/vleermuizen. |                                                                                |            |
| Kraken                     | | Een kolossale inktvis. |                                                                                |            |
| Lovelandkikker             | Loveland frog, Loveland Lizard | Humanoïde kikkers. | Loveland (Ohio)                                                                |            |
| Mbielu-mbielu-mbielu       | “Dier met planken die uit zijn rug groeien” | stegosaurus-achtig reptiel met platen uit zijn rug die met mos bedekt zouden zijn.                                                          | Likoualastreek van de Republiek Congo                                          |            |
| Mensenetende boom          | | Plant die groot genoeg is om een persoon of groot dier op te eten.                                                                          | Voorbeelden bekend uit: Madagaskar, Afrika, Midden-Amerika en Nicaragua.       |            |
| Mokele-mbembe              | | Reptiel of dinosaurus. | Congo-Brazzaville                                                              |            |
| Mothman                    | | gevleugelde tweebenige. | Charleston (West Virginia)                                                     |            |
| Monster van Loch Ness      | Nessie, Nessiteras rhombopteryx | | Loch Ness, Schotland                                                           |            |
| Muhuru                     | | | Kenia, Afrika                                                                  |            |
| Ngoubou                    | | Mogelijk een nog levende Styracosaurus | savannes van Kameroen                                                          |            |
| Nguma-monene               | | | Congo-Brazzaville                                                              |            |
| Ogopogo                    | N'ha•a•itk, Naitaka | Meermonster | Okanaganmeer, Canada                                                           |            |
| Orang Pendek               | Letjo, Wmang, Manteu, Si-bagau, Sedapa, Sebaba, Se-goegoe, Slimor, Atoe Rimboe, Atoe Pandak, Li koyaoe                                                                        | Primaat. Wordt vaak geassocieerd met Homo floresiensis.                                                                                     | Sumatra, Indonesië                                                             |            |
| Stinkdieraap               | Skunk ape, Stink Ape, Myakka Ape, Myakka Skunk Ape | Primaat | Florida, Verenigde Staten.                                                     |            |
| Spring-heeled Jack         | The Terror of London | Menselijk | Londen, en andere delen van Engeland.                                          |            |
| Wendigo                    | Windigo | Een kanibalistisch wezen dat volgens sommige legendes een wezen van vlees en bloed is (soms met een gewei) en in andere legendes een geest. |                                                                                |            |
| Verschrikkelijke sneeuwman | Yeti | |                                                                                |            |
| Yowie                      | Yahoo | Primaat | Australië                                                                      |            |